# ポルトグルアーロ
ポルトグルアーロ（伊: Portogruaro）は、イタリア共和国ヴェネト州ヴェネツィア県にある、人口約24,000人の基礎自治体（コムーネ）。

## 地理

### 位置・広がり

#### 隣接コムーネ
隣接するコムーネは以下の通り。
- アンノーネ・ヴェーネト
- カオルレ
- チント・カオマッジョーレ
- コンコルディア・サジッターリア
- フォッサルタ・ディ・ポルトグルアーロ
- グルアーロ
- プラマッジョーレ
- サン・ミケーレ・アル・タリアメント
- サント・スティーノ・ディ・リヴェンツァ
- テーリオ・ヴェーネト

### 気候分類・地震分類

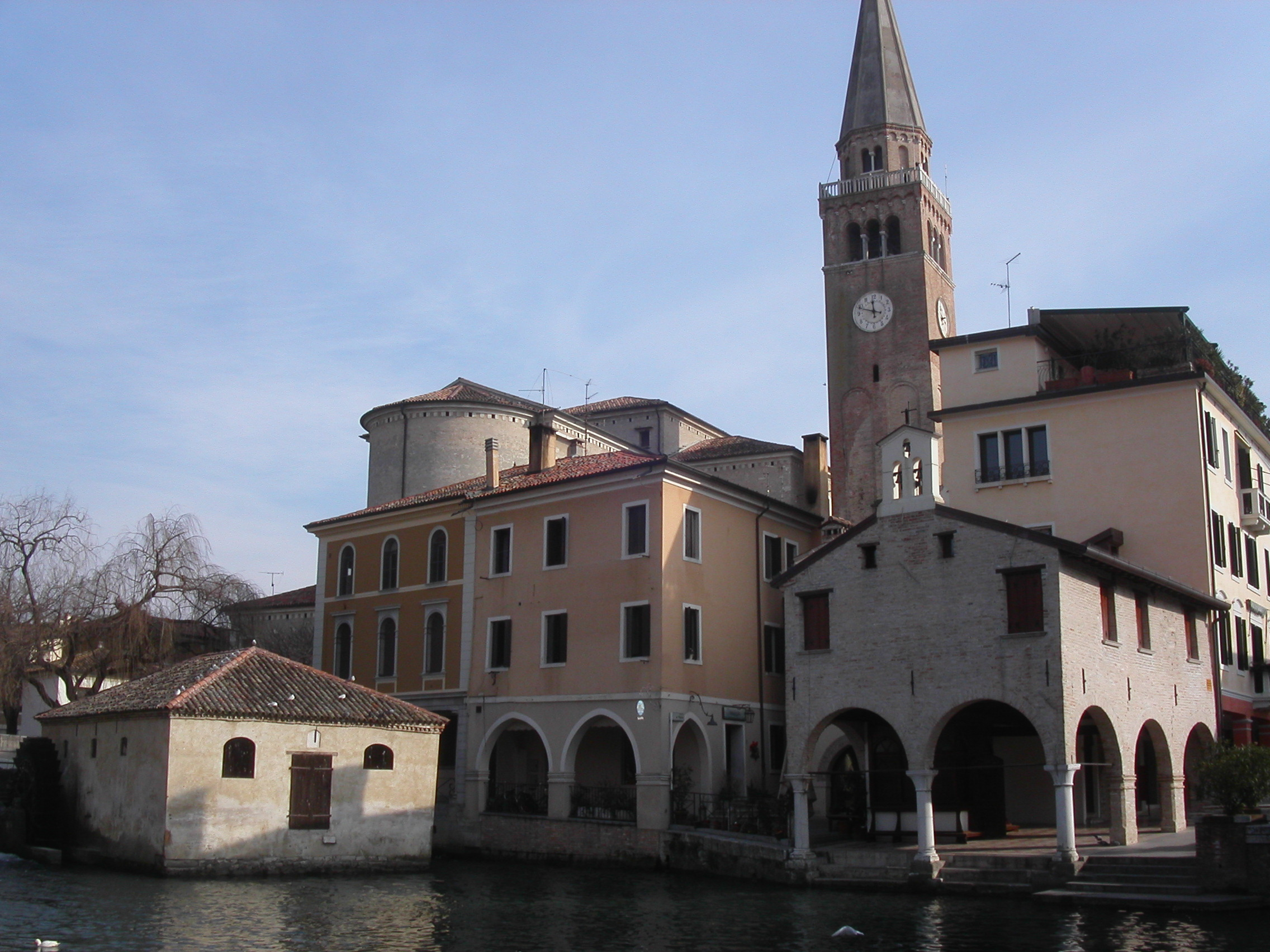
Porto fluviale - Madonna della Pescheria - Molini.

気候分類では、zona E, 2649 GGに分類される。
また、イタリアの地震リスク階級 (it) では、zona 3 (sismicità bassa) に分類される。

## 行政

### 分離集落
ポルトグルアーロには、以下の分離集落（フラツィオーネ）がある。
- Giussago, Lison, Lugugnana, Portovecchio, Pradipozzo, Summaga

## 名所
- スンマーガ修道院（11世紀）
- レメネ川の製粉所（12世紀）
- 聖アグネス教会（13世紀）

ローマ都市、中世都市であるコンコルディア・サジッターリアは付近に位置する。

## スポーツ
カルチョ・ポルトグルアーロ・スンマーガと呼ばれる地元のサッカークラブは、1990年に設立され、イタリアで3番目のリーグ（レガ・プロ）でプレーしている。

## 姉妹都市
- マルマンド（フランス）1987年より
- エヘア・デ・ロス・カバジェロス（英語版）（スペイン）1987年より

## 出身者
- ルイージ・ルッソロ - 未来派の画家・作曲家・楽器発明家。